# Saison 2015-2016 de la LHO
 (juin 2022).
Si vous disposez d'ouvrages ou d'articles de référence ou si vous connaissez des sites web de qualité traitant du thème abordé ici, merci de compléter l'article en donnant les références utiles à sa vérifiabilité et en les liant à la section « Notes et références ».
Saison précédente Saison suivante
La saison 2015-2016 est la 36e saison de hockey sur glace de la Ligue de hockey de l'Ontario (LHO). Le gagnant remporte la Coupe J.-Ross-Robertson.

## Saison régulière
Avant le début de la saison régulière, les Bulls de Belleville sont relocalisés vers Hamilton et deviennent les Bulldogs de Hamilton. De leur côté, les Whalers de Plymouth quittent vers Flint dans l'État du Michigan et prennent le nom de Firebirds de Flint.

### Conférence de l'Est
| Clt   | Équipe                 | PJ | V  | D  | DP | DF | BP  | BC  | Pts |
| ----- | ---------------------- | -- | -- | -- | -- | -- | --- | --- | --- |
| +001, | Frontenacs de Kingston | 68 | 46 | 17 | 3  | 2  | 252 | 189 | 97  |
| +002, | 67 d'Ottawa            | 68 | 36 | 29 | 2  | 1  | 234 | 219 | 75  |
| +003, | Petes de Peterborough  | 68 | 33 | 28 | 2  | 5  | 240 | 259 | 73  |
| +004, | Generals d'Oshawa      | 68 | 27 | 33 | 4  | 4  | 197 | 235 | 62  |
| +005, | Bulldogs de Hamilton   | 68 | 25 | 35 | 8  | 0  | 197 | 260 | 58  |

- Champion de Conférence
- Qualifié pour les séries éliminatoires

| Clt   | Équipe                    | PJ | V  | D  | DP | DF | BP  | BC  | Pts |
| ----- | ------------------------- | -- | -- | -- | -- | -- | --- | --- | --- |
| +001, | Colts de Barrie           | 68 | 43 | 22 | 0  | 3  | 295 | 207 | 89  |
| +002, | Battalion de North Bay    | 68 | 35 | 23 | 6  | 4  | 240 | 227 | 80  |
| +003, | IceDogs de Niagara        | 68 | 35 | 26 | 4  | 3  | 213 | 198 | 77  |
| +004, | Steelheads de Mississauga | 68 | 33 | 30 | 2  | 3  | 215 | 229 | 71  |
| +005, | Wolves de Sudbury         | 68 | 16 | 46 | 5  | 1  | 183 | 328 | 38  |

- Meneur de sa division
- Qualifié pour les séries éliminatoires

### Conférence de l'Ouest
| Clt   | Équipe               | PJ | V  | D  | DP | DF | BP  | BC  | Pts |
| ----- | -------------------- | -- | -- | -- | -- | -- | --- | --- | --- |
| +001, | Otters d'Érié        | 68 | 52 | 15 | 1  | 0  | 269 | 183 | 105 |
| +002, | Knights de London    | 68 | 51 | 14 | 2  | 1  | 319 | 182 | 105 |
| +003, | Rangers de Kitchener | 68 | 44 | 17 | 5  | 2  | 256 | 197 | 95  |
| +004, | Attack d'Owen Sound  | 68 | 32 | 25 | 8  | 3  | 209 | 222 | 75  |
| +005, | Storm de Guelph      | 68 | 13 | 49 | 4  | 2  | 156 | 297 | 32  |

- Champion de Conférence
- Qualifié pour les séries éliminatoires

| Clt   | Équipe                           | PJ | V  | D  | DP | DF | BP  | BC  | Pts |
| ----- | -------------------------------- | -- | -- | -- | -- | -- | --- | --- | --- |
| +001, | Sting de Sarnia                  | 68 | 42 | 19 | 5  | 2  | 254 | 192 | 91  |
| +002, | Spitfires de Windsor             | 68 | 40 | 21 | 6  | 1  | 253 | 200 | 87  |
| +003, | Greyhounds de Sault-Sainte-Marie | 68 | 33 | 27 | 7  | 1  | 243 | 233 | 74  |
| +004, | Spirit de Saginaw                | 68 | 24 | 36 | 5  | 3  | 209 | 282 | 56  |
| +005, | Firebirds de Flint               | 68 | 20 | 42 | 4  | 2  | 184 | 279 | 46  |

- Meneur de sa division
- Qualifié pour les séries éliminatoires

### Meilleurs pointeurs
| Joueur            | Équipe                      | PJ | B  | A  | Pts | Pun |
| ----------------- | --------------------------- | -- | -- | -- | --- | --- |
| Kevin Labanc      | Colts de Barrie             | 65 | 39 | 88 | 127 | 70  |
| Christian Dvorak  | Knights de London           | 59 | 52 | 69 | 121 | 27  |
| Mitchell Marner   | Knights de London           | 57 | 39 | 77 | 116 | 68  |
| Dylan Strome      | Otters d'Érié               | 56 | 37 | 74 | 111 | 44  |
| Matthew Tkachuk   | Knights de London           | 57 | 30 | 77 | 107 | 80  |
| Andrew Mangiapane | Colts de Barrie             | 69 | 51 | 55 | 106 | 50  |
| Alex DeBrincat    | Otters d'Érié               | 60 | 51 | 50 | 101 | 28  |
| Travis Konecny    | 67 d'Ottawa Sting de Sarnia | 60 | 30 | 71 | 101 | 27  |
| Mike Amadio       | Battalion de North Bay      | 68 | 50 | 48 | 98  | 40  |
| Christian Fischer | Spitfires de Windsor        | 66 | 40 | 50 | 90  | 34  |

### Meilleurs gardiens
| Joueur           | Équipe               | PJ | Min   | V  | D  | DP | DF | Bl | Moy  | %Arr |
| ---------------- | -------------------- | -- | ----- | -- | -- | -- | -- | -- | ---- | ---- |
| Tyler Parsons    | Knights de London    | 49 | 2 835 | 37 | 9  | 2  | 1  | 4  | 2,33 | 92.1 |
| Devin Williams   | Otters d'Érié        | 55 | 3 179 | 41 | 10 | 1  | 0  | 2  | 2,36 | 91.5 |
| Michael DiPietro | Spitfires de Windsor | 29 | 1 644 | 16 | 8  | 1  | 1  | 2  | 2,45 | 91.2 |
| Justin Fazio     | Sting de Sarnia      | 41 | 2 466 | 24 | 13 | 3  | 1  | 3  | 2,68 | 90.2 |
| Luke Opilka      | Rangers de Kitchener | 44 | 2 552 | 27 | 11 | 3  | 2  | 3  | 2,70 | 90.6 |

## Séries éliminatoires
|  | Huitièmes de finale              | Huitièmes de finale              |                        |   | Quarts de finale | Quarts de finale |  |  | Demi-finales | Demi-finales |  |  | Finale | Finale |
|  | Huitièmes de finale              | Huitièmes de finale              |                        |   | Quarts de finale | Quarts de finale |  |  | Demi-finales | Demi-finales |  |  | Finale | Finale |
|  |                                  |                                  |                        |   |                  |                  |  |  |              |              |  |  |        |        |
|  |                                  |                                  |                        |   |                  |                  |  |  |              |              |  |  |        |        |
|  |                                  |                                  |                        |   |                  |                  |  |  |              |              |  |  |        |        |
|  | Frontenacs de Kingston           | 4                                |                        |   |                  |                  |  |  |              |              |  |  |        |        |
|  | Frontenacs de Kingston           | 4                                |                        |   |                  |                  |  |  |              |              |  |  |        |        |
|  | Generals d'Oshawa                | 1                                |                        |   |                  |                  |  |  |              |              |  |  |        |        |
|  | Generals d'Oshawa                | 1                                | Frontenacs de Kingston | 0 |                  |                  |  |  |              |              |  |  |        |        |
|  |                                  |                                  | Frontenacs de Kingston | 0 |                  |                  |  |  |              |              |  |  |        |        |
|  |                                  | IceDogs de Niagara               | 4                      |   |                  |                  |  |  |              |              |  |  |        |        |
|  | IceDogs de Niagara               | IceDogs de Niagara               | 4                      | 4 |                  |                  |  |  |              |              |  |  |        |        |
|  | IceDogs de Niagara               |                                  |                        | 4 |                  |                  |  |  |              |              |  |  |        |        |
|  | 67 d'Ottawa                      | 1                                |                        |   |                  |                  |  |  |              |              |  |  |        |        |
|  | 67 d'Ottawa                      | 1                                | IceDogs de Niagara     | 4 |                  |                  |  |  |              |              |  |  |        |        |
|  |                                  |                                  | IceDogs de Niagara     | 4 |                  |                  |  |  |              |              |  |  |        |        |
|  |                                  | Colts de Barrie                  | 0                      |   |                  |                  |  |  |              |              |  |  |        |        |
|  | Colts de Barrie                  | Colts de Barrie                  | 0                      | 4 |                  |                  |  |  |              |              |  |  |        |        |
|  | Colts de Barrie                  |                                  |                        | 4 |                  |                  |  |  |              |              |  |  |        |        |
|  | Steelheads de Mississauga        | 3                                |                        |   |                  |                  |  |  |              |              |  |  |        |        |
|  | Steelheads de Mississauga        | 3                                | Colts de Barrie        | 4 |                  |                  |  |  |              |              |  |  |        |        |
|  |                                  |                                  | Colts de Barrie        | 4 |                  |                  |  |  |              |              |  |  |        |        |
|  |                                  | Battalion de North Bay           | 0                      |   |                  |                  |  |  |              |              |  |  |        |        |
|  | Battalion de North Bay           | Battalion de North Bay           | 0                      | 4 |                  |                  |  |  |              |              |  |  |        |        |
|  | Battalion de North Bay           |                                  |                        | 4 |                  |                  |  |  |              |              |  |  |        |        |
|  | Petes de Peterborough            | 3                                |                        |   |                  |                  |  |  |              |              |  |  |        |        |
|  | Petes de Peterborough            | 3                                | IceDogs de Niagara     | 0 |                  |                  |  |  |              |              |  |  |        |        |
|  |                                  |                                  | IceDogs de Niagara     | 0 |                  |                  |  |  |              |              |  |  |        |        |
|  |                                  | Knights de London                | 4                      |   |                  |                  |  |  |              |              |  |  |        |        |
|  | Otters d'Érié                    | Knights de London                | 4                      | 4 |                  |                  |  |  |              |              |  |  |        |        |
|  | Otters d'Érié                    |                                  |                        | 4 |                  |                  |  |  |              |              |  |  |        |        |
|  | Spirit de Saginaw                | 0                                |                        |   |                  |                  |  |  |              |              |  |  |        |        |
|  | Spirit de Saginaw                | 0                                | Otters d'Érié          | 4 |                  |                  |  |  |              |              |  |  |        |        |
|  |                                  |                                  | Otters d'Érié          | 4 |                  |                  |  |  |              |              |  |  |        |        |
|  |                                  | Greyhounds de Sault-Sainte-Marie | 1                      |   |                  |                  |  |  |              |              |  |  |        |        |
|  | Sting de Sarnia                  | Greyhounds de Sault-Sainte-Marie | 1                      | 3 |                  |                  |  |  |              |              |  |  |        |        |
|  | Sting de Sarnia                  |                                  |                        | 3 |                  |                  |  |  |              |              |  |  |        |        |
|  | Greyhounds de Sault-Sainte-Marie | 4                                |                        |   |                  |                  |  |  |              |              |  |  |        |        |
|  | Greyhounds de Sault-Sainte-Marie | 4                                | Otters d'Érié          | 0 |                  |                  |  |  |              |              |  |  |        |        |
|  |                                  |                                  | Otters d'Érié          | 0 |                  |                  |  |  |              |              |  |  |        |        |
|  |                                  | Knights de London                | 4                      |   |                  |                  |  |  |              |              |  |  |        |        |
|  | Knights de London                | Knights de London                | 4                      | 4 |                  |                  |  |  |              |              |  |  |        |        |
|  | Knights de London                |                                  |                        | 4 |                  |                  |  |  |              |              |  |  |        |        |
|  | Attack d'Owen Sound              | 2                                |                        |   |                  |                  |  |  |              |              |  |  |        |        |
|  | Attack d'Owen Sound              | 2                                | Knights de London      | 4 |                  |                  |  |  |              |              |  |  |        |        |
|  |                                  |                                  | Knights de London      | 4 |                  |                  |  |  |              |              |  |  |        |        |
|  |                                  | Rangers de Kitchener             | 0                      |   |                  |                  |  |  |              |              |  |  |        |        |
|  | Rangers de Kitchener             | Rangers de Kitchener             | 0                      | 4 |                  |                  |  |  |              |              |  |  |        |        |
|  | Rangers de Kitchener             |                                  |                        | 4 |                  |                  |  |  |              |              |  |  |        |        |
|  | Spitfires de Windsor             | 1                                |                        |   |                  |                  |  |  |              |              |  |  |        |        |
|  | Spitfires de Windsor             | 1                                |                        |   |                  |                  |  |  |              |              |  |  |        |        |

## Trophées LHO
| Coupe J.-Ross-Robertson, remis au vainqueur des séries éliminatoires :                                | Knights de London                                  |
| Trophée Hamilton Spectator, remis au champion de la saison régulière :                                | Otters d'Érié                                      |
| Trophée Bobby-Orr, remis au vainqueur de la finale de la Conférence de l'Est :                        | IceDogs de Niagara                                 |
| Trophée Wayne-Gretzky, remis au vainqueur de la finale de la Conférence de l'Ouest :                  | Knights de London                                  |
| Trophée Emms, remis au champion de la Division Centrale en saison régulière :                         | Colts de Barrie                                    |
| Trophée Leyden, remis au champion de la Division Est en saison régulière :                            | Frontenacs de Kingston                             |
| Trophée Holody, remis au champion de la Division Mid-Ouest en saison régulière :                      | Otters d'Érié                                      |
| Trophée Bumbacco, remis au champion de la Division Ouest en saison régulière :                        | Sting de Sarnia                                    |
| Trophée Red-Tilson, remis au meilleur joueur :                                                        | Mitchell Marner (Knights de London)                |
| Trophée Eddie-Powers, remis au meilleur pointeur :                                                    | Kevin Labanc (Colts de Barrie)                     |
| Trophée Matt-Leyden, remis au meilleur entraîneur :                                                   | Kris Knoblauch (Otters d'Érié)                     |
| Trophée Jim-Mahon, remis à l'ailier droit qui inscrit le plus de buts :                               | Kevin Labanc (Colts de Barrie)                     |
| Trophée Max-Kaminsky, remis au meilleur défenseur :                                                   | Mikhaïl Sergatchiov (Spitfires de Windsor)         |
| Prix du gardien de la saison de la LHO, remis au meilleur gardien :                                   | Mackenzie Blackwood (Colts de Barrie)              |
| Trophée Jack-Ferguson, remis au premier choix de repêchage de la LHO :                                | Ryan Merkley (Storm de Guelph)                     |
| Trophée Dave-Pinkney, remis aux gardiens de l'équipe ayant encaissé le moins de but :                 | Tyler Parsons et Brendan Burke (Knights de London) |
| Trophée de la famille Emms, remis à la meilleure recrue :                                             | Alexander Nylander (Steelheads de Mississauga)     |
| Trophée F.-W.-« Dinty »-Moore, remis au gardien recrue ayant la plus basse moyenne de buts alloués :  | Michael DiPietro (Spitfires de Windsor)            |
| Trophée Dan-Snyder, remis au joueur ayant démontré la meilleure implication auprès de sa communauté : | Will Petschenig (Spirit de Saginaw)                |
| Trophée William-Hanley, remis au joueur ayant le meilleur esprit sportif :                            | Mike Amadio (Battalion de North Bay)               |
| Trophée Leo-Lalonde, remis au meilleur joueur sur-âgé :                                               | Kevin Labanc (Colts de Barrie)                     |
| Trophée Bobby-Smith, remis au meilleur joueur étudiant :                                              | Nicolas Hague (Steelheads de Mississauga)          |
| Trophée Roger-Neilson, remis au meilleur joueur Universitaire :                                       | Damian Bourne (Steelheads de Mississauga)          |
| Trophée Ivan-Tennant, remis au meilleur joueur de niveau High School :                                | Kyle Keyser (Firebirds de Flint)                   |
| Trophée Mickey-Renaud, remis au meilleur capitaine :                                                  | Michael Webster (Colts de Barrie)                  |
| Trophée Tim Adams :                                                                                   | Andrei Berezinskiy (Express de York Simcoe)        |
| Trophée Wayne-Gretzky 99, remis au meilleur joueur en série éliminatoire :                            | Mitchell Marner (Knights de London)                |